# کاموف-۸
کاموف کا-۸ (به انگلیسی: Kamov Ka-8) یک بالگرد ساختِ کارخانهٔ کاموف در کشور اتحاد جماهیر سوسیالیستی شوروی است. این بالگرد برای نخستین بار در ۱۹۴۷ میلادی مورد استفاده قرار گرفت.